# Эмбуте
Э́мбуте (латыш. Embūte) — населённый пункт в Южно-Курземском крае Латвии. Входит в состав Эмбутской волости. Находится на перекрёстке региональных автодорог P106 (Эзере — Эмбуте — Гробиня) и P116 (Кулдига — Скрунда — Эмбуте). Расстояние до города Лиепая составляет около 65 км.
По данным на 2006 год, в населённом пункте проживал 21 человек. В селе находятся руины средневекового замка Амботен.

## История
Впервые упоминается в Рифмованной хронике в 1243 году. Предположительно, в 1249 году здесь был построен замок.
В XIX веке село Амботен входило в состав Газенпотского уезда Курляндской губернии.
В советское время населённый пункт был центром Эмбутского сельсовета Лиепайского района.